# Deborah Eisenberg

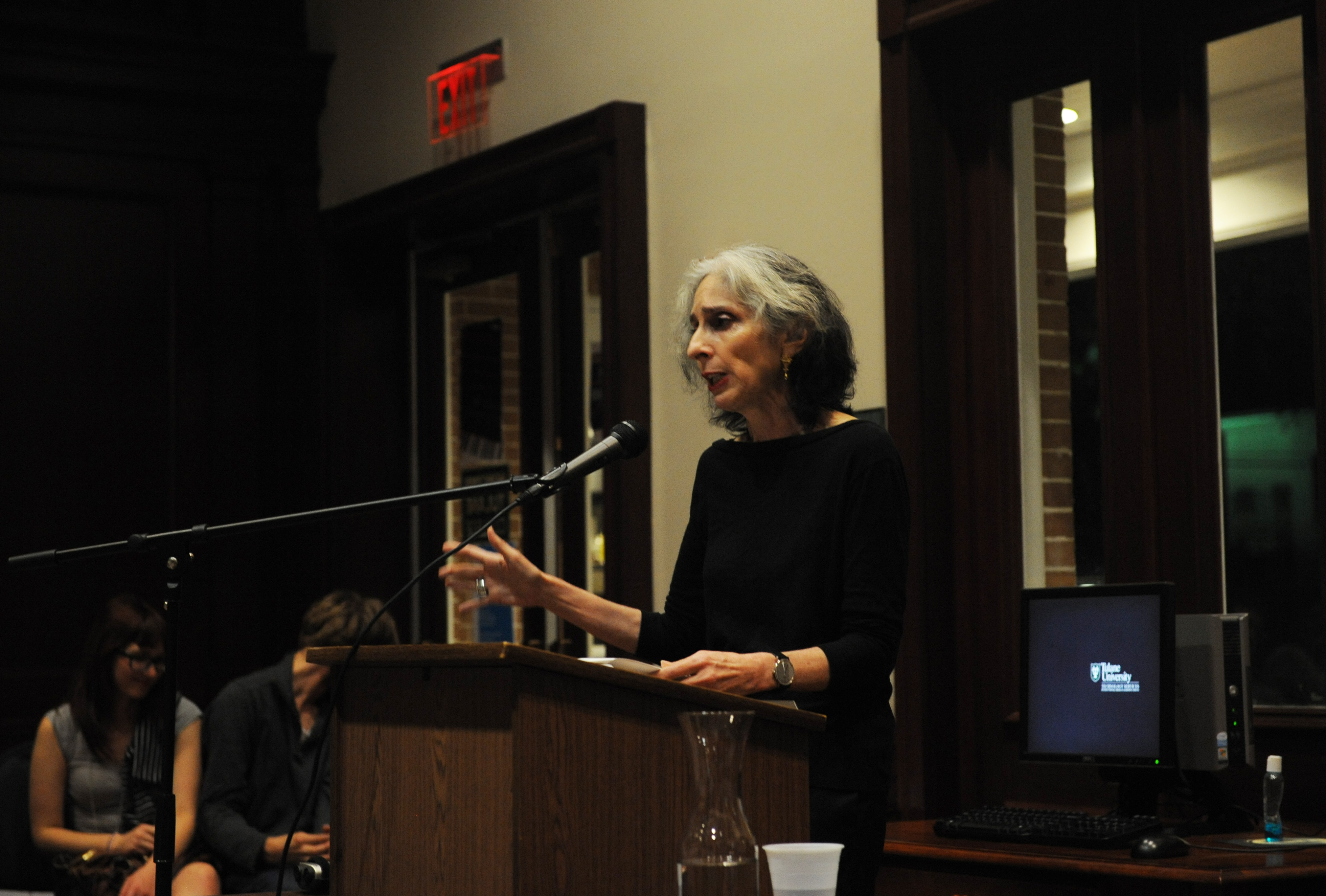
Deborah Eisenberg

Deborah Eisenberg (* 20. November 1945, Winnetka, Illinois) ist eine US-amerikanische Schriftstellerin.

## Biografie
Eisenberg wuchs in einer Vorstadt von Chicago auf und zog Ende der 1960er Jahre nach New York, um an der Universität The New School Latein, Griechisch und Anthropologie zu studieren. In New York lernte sie ihren späteren Lebensgefährten, den Autor und Schauspieler Wallace Shawn, kennen. Seit den frühen 80er Jahren unternahm sie ausgedehnte Reisen nach Nicaragua, Honduras und Guatemala, die starken Einfluss auf ihr literarischen Schaffen ausübten. Seit 1986 veröffentlichte Eisenberg vier Bände mit Kurzgeschichten. Sie unterrichtet Creative Writing an der University of Virginia und schreibt für Magazine wie The New Yorker und The New York Review of Books. Sie lebt seit Jahrzehnten in New York City.
Sie verfasste das Drehbuch zum Film Let Them All Talk (2020). Eisenberg ist mit dem Schauspieler und Autor Wallace Shawn in einer Beziehung.

## Politische Einstellungen
Im Oktober 2024 gehörte Eisenberg zu den Unterzeichnern eines Aufrufs zum Boykott israelischer Kulturinstitutionen, „die an der überwältigenden Unterdrückung der Palästinenser mitschuldig sind oder diese stillschweigend beobachtet haben“.

## Auszeichnungen
Mehrfach wurden sie mit Literaturpreisen bedacht. Bereits nach dem Erscheinen ihres Erstlingswerks Transactions in a Foreign Currency erhielt sie 1987 den Whiting Writers’ Award und ein Guggenheim-Stipendium. 2000 wurde ihr der Rea Award for the Short Story verliehen. In der Begründung wurde ihre mitfühlende und chirurgisch präzise, elegante wie ätzende Art gelobt, mit welcher sie die Hintergründe normaler Realität aufdeckt. Neben weiteren Ehrungen wurde Eisenberg mehrfach mit dem O.-Henry-Preis ausgezeichnet, darunter 2006 mit dem 1. Platz. 2009 wurde sie MacArthur Fellow. 2011 wurde ihr der PEN/Faulkner Award verliehen, 2007 wurde sie in die American Academy of Arts and Letters und 2018 in die American Academy of Arts and Sciences gewählt.

## Veröffentlichungen

### Bücher
- 1986 – Transactions in a Foreign Currency (dt. Reisen mit leichtem Gepäck, 1989)
- 1992 – Under the 82nd Airborne (dt. Im Paradies des Regengottes, 1993)
- 1997 – All Around Atlantis (dt. Rosie besorgt sich eine Seele, 2000)
- 2006 – Twilight of the Superheroes (dt. Rache der Dinosaurier, 2008)
- 2010 – The Collected Stories of Deborah Eisenberg. Picardo/Farrar, Straus and Giroux, New York City, USA, ISBN 978-0-312-42989-8.
- 2018 – Your Duck Is My Duck

### Drehbücher
- 2020: Let Them All Talk